# Nikola Jovanović (zapaśnik)
Nikola Jovanović (ur. 30 października 1990) – serbski zapaśnik walczący w stylu wolnym. Trzeci na mistrzostwach śródziemnomorskich w 2014 roku.